# Raúl Horacio Balbi
Raúl Horacio Balbi (ur. 7 października 1973 r.) – argentyński bokser, były mistrz świata WBA w kategorii lekkiej.

## Kariera zawodowa
Jako zawodowiec zadebiutował 19 listopada 1993 r. Do 1996 r., Balbi stoczył kilkanaście walk, wszystkie wygrywając i zdobył po drodze pas WBO Latino oraz mistrzostwo Ameryki Południowej w kategorii lekkiej.
22 lutego 1997 r. dostał walkę o mistrzostwo świata WBO w kategorii lekkiej, mając za rywala niepokonanego obrońcę tytułu, Artura Grigoriana. Balbi przegrał przez techniczny nokaut w 11. rundzie, będąc wyraźnie gorszym w poprzednich starciach od Uzbeka
.
W latach 1997–2000, Balbi walczył tylko na terenie Argentyny, gdzie mierzył się ze swoimi rodakami. Pokonał m.in. niepokonanego Carlosa Vilchesa i zrewanżował się Walterowi Rodriguezowi za wcześniejszą porażkę. 17 marca 2001 r. zmierzył się ze swoim rodakiem Alberto Sicurellą, a stawką walki było prawo pretendenta do tytułu WBA w kategorii lekkiej. Balbi zwyciężył przez tehcniczny nokaut w 10. rundzie, zdobywając prawo oficjalnego pretendenta do tytułu.
8 października 2001 r., Balbi zmierzył się w pojedynku o mistrzostwo świata WBA w kategorii lekkiej. Jego rywalem był obrońca tytułu, Francuz Julien Lorcy. Argentyńczyk zaskoczył francuską publikę, pokonując mistrza decyzją większości na punkty (115-112, 117-110, 114-114). Lorcy był dodatkowo liczony w rundzie 7.
5 stycznia 2002 r., Balbi przystąpił do pierwszej obrony pasa, mając za rywala niepokonanego Leonarda Dorina. Reprezentujący Rumunię, dwukrotny brązowy medalista olimpijski, Dorin odebrał Balbiemu tytuł, zwyciężając niejednogłośnie na punkty po zaciętej walce. 31 maja doszło do rewanżu obu bokserów, który wygrał ponownie Dorin, zwyciężając przed własną publiką w Rumunii.
Na ring powrócił w 2005 r. Zdobywając w tym roku tytuł WBA Fedelatin, który dwukrotnie obronił. Ten pas dał mu awans w rankingu, co doprowadziło do kolejnej walki o tytuł, ale w kategorii junior półśredniej. Rywalem Balbiego był Francuz Souleymane M’baye. Argentyńczyk przegrał przez techniczny nokaut w 4. starciu, będąc dwukrotnie liczony w ciągu całej walki. Ostatnią walkę stoczył 28 maja 2010 r., technicznie remisując z reprezentantem Boliwii Franklinem Mamanim.